# 샐 부셰마
샐 부셰마(Sal Buscema, 1936년 1월 26일 ~ )는 미국의 만화가, 아티스트이다. 형 존 부셰마와 함께 70년대부터 2000년대까지 활동했다. 주로 마블 코믹스에서 일하면서 연필화와 잉크화를 담당했는데, 대표작으로 《어벤저스》, 《캡틴 아메리카》, 《디펜더스》, 《스펙태큘러 스파이더맨》, 《인크레더블 헐크》, 《판타스틱 포》, 《토르》 등이 있다. 이탈리아어 본명은 실비오 부셰마(Silvio Buscema).